# 야자와 에리카
야자와 에리카 (谷澤 恵里香, 1990년 11월 15일 - )는 일본 여성 아이돌 그룹 아이돌링!!!의 전 멤버이다. 애칭은 야자파이(やざパイ), 도쿄도 출신이며, 호리프로 소속이다.
2011년 12월 23일에 아이돌링!!!을 졸업했다.

## 프로필
- 생년월일 : 1990년 11월 15일
- 취미 : 피자 만들기
- 특기 : 웃음, 배드민턴
- 소속사 : 호리프로

## 출연 작품

### 드라마
- 철도 무스메 (2008년) - 가와구치 미소노 역
- 고대소녀 도그짱 (2009년) - 주연:도그짱 역

### 영화
- 카이지 인생 역전 게임 (2009년)
- 강렬한! 열광! 고대소녀 도그짱 축제! 스페셜 무비 에디션 (2010년)
- 싸움 번장 극장판 ~전국 제패 (2010년)

### 인터넷 방송
- 일단 질내 (2병째) (니코니코 생방송, 2010년)
- 야자와 에리카와 모리타 스즈카의 올나잇 일본 (올나잇 일본 모바일)

## 기타

### 사진집
- Eri Color 〜エリカとの風景〜 (Eri Color ~에리카와 풍경~) - 사이분칸 출판사 (2007년)
- 谷澤恵里香写真集 7番 セカンド ヤザワァー (야자와 에리카 사진집 7번 세컨드 야자와) - 와니북스 (2008년)

### DVD
- Eri Color - 사이분칸 출판사 (2007년)
- Pure Smile - 다케쇼보 (2007년)
- すみません、谷澤恵里香ください。 (미안합니다, 야자와 에리카 하세요.) - 와니북스 (2008년)
- やざパイ・スクール (야자파이 스쿨) - 이넷토 프론티어 (2009년)
- やざパイ・テンション (야자파이 장력) - 이넷토 프론티어 (2009년)